# Buk (okres Přerov)
Buk je obec v okrese Přerov v Olomouckém kraji. Nachází se sedm kilometrů severovýchodně od Přerova. Žije zde 380 obyvatel a jeho katastrální území má rozlohu 378 hektarů. Buk je součástí mikroregionu Pobečví, společně s jedenácti dalšími obcemi ležícími v okolí řeky Bečvy.

## Historie
První písemná zmínka o obci pochází z roku 1275, kdy byl Vlk z Buku uveden jako svědek v mezní listině kláštera Hradisko. Část obce podléhala od roku 1374 hradu Helfštýn. Již od 14. století se v Buku konaly slavnosti. V roce 1375 byl majitelem statku Buk Franz von Kunowitz. V roce 1447 Boček z Poročic a Drahotuš prodal vesnici a statek Buk Závišovi z Kunčic. V roce 1498 přenechal Oldřich z Cimburka vesnici, statek a tvrz Vilémovi II. z Pernštejna. Vilémův syn Johann prodal roku 1548 Buk a další vesnice spolu s trhovým městem Horním Újezdem Erasmovi z Bobolusk na Veselíčku. Během třicetileté války získal majetek polský rod Brabanských z Chobřan. Po četných vlastnických změnách byl Buk v roce 1668 připojen k rokytnickému panství.
V roce 1784 byla zřízena farnost ve Velkých Prosenicích a jednou z jejích farností se stal Buk. Po zrušení patrimoniální správy tvořil Buk od roku 1850 obec v okrese Kroměříž. Později roce 1880 byla přidělena k okresu Přerov.
V roce 1909 byla otevřena dvoutřídní vesnická škola. Obyvatelé obce se živili zemědělstvím, v okolních kopcích byly provozovány i vápenky. V letech 1908 až 1914 rolnický spolek Ruské zrno v Petrohradě posílal do Buku mladé pracovníky, aby se přiučili modernímu hospodaření. Po druhé světové válce zde bylo obnoveno pěstování chmele.
Po sametové revoluci získala obec zpět svých 40 hektarů lesního majetku. Z toho však 80 % muselo být pokáceno kvůli napadení kůrovcem. Buk nyní patří do mikroregionu Pobečví.

## Obyvatelstvo
| Rok            | 1869 | 1880 | 1890 | 1900 | 1910 | 1921 | 1930 | 1950 | 1961 | 1970 | 1980 | 1991 | 2001 | 2011 | 2021 |
| -------------- | ---- | ---- | ---- | ---- | ---- | ---- | ---- | ---- | ---- | ---- | ---- | ---- | ---- | ---- | ---- |
| Počet obyvatel | 311  | 363  | 404  | 401  | 469  | 508  | 561  | 487  | 509  | 436  | 426  | 371  | 373  | 343  | 364  |
| Počet domů     | 43   | 46   | 46   | 51   | 57   | 65   | 87   | 100  | 106  | 112  | 110  | 121  | 126  | 129  | 132  |

## Obecní symboly
Znak a vlajka byly obci uděleny rozhodnutím předsedy Poslanecké sněmovny Parlamentu České republiky dne 5. října 2004.

## Pamětihodnosti
- Kaple svatého Urbana
- Socha svatého Jana Nepomuckého

## Zajímavosti
Obec buk v roce 1910 navštívil Tomáš Garrigue Masaryk. Na památku jeho návštěvy byla na budovu tehdejšího hostince zavěšena kamenná deska s textem připomínajícím tuto událost. V textu ale byla gramatická chyba, která byla později opravena odstraněním pozlacení textu a přetesáním.

## Galerie

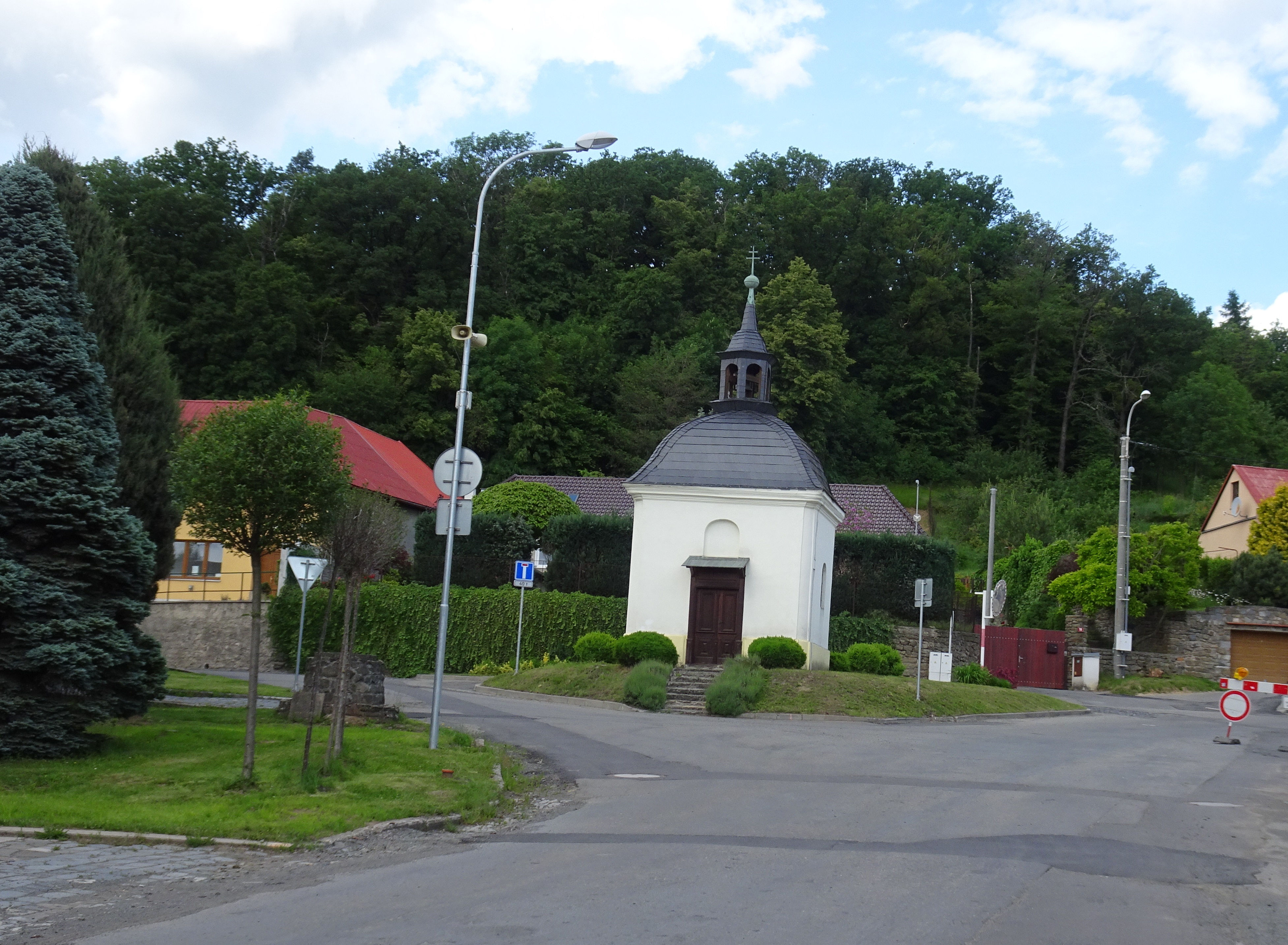
Kaple svatého Urbana
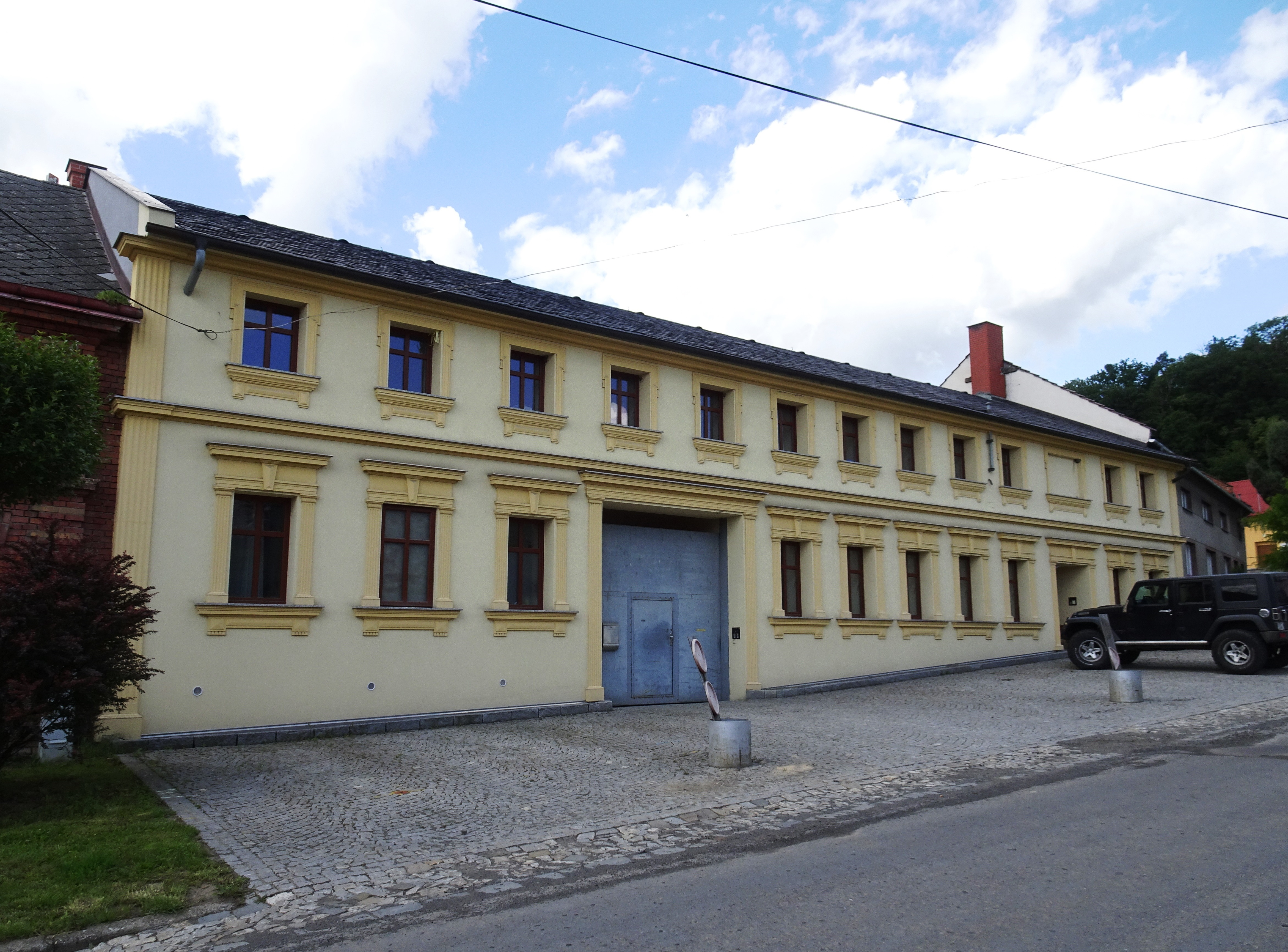
Dům č. p. 24
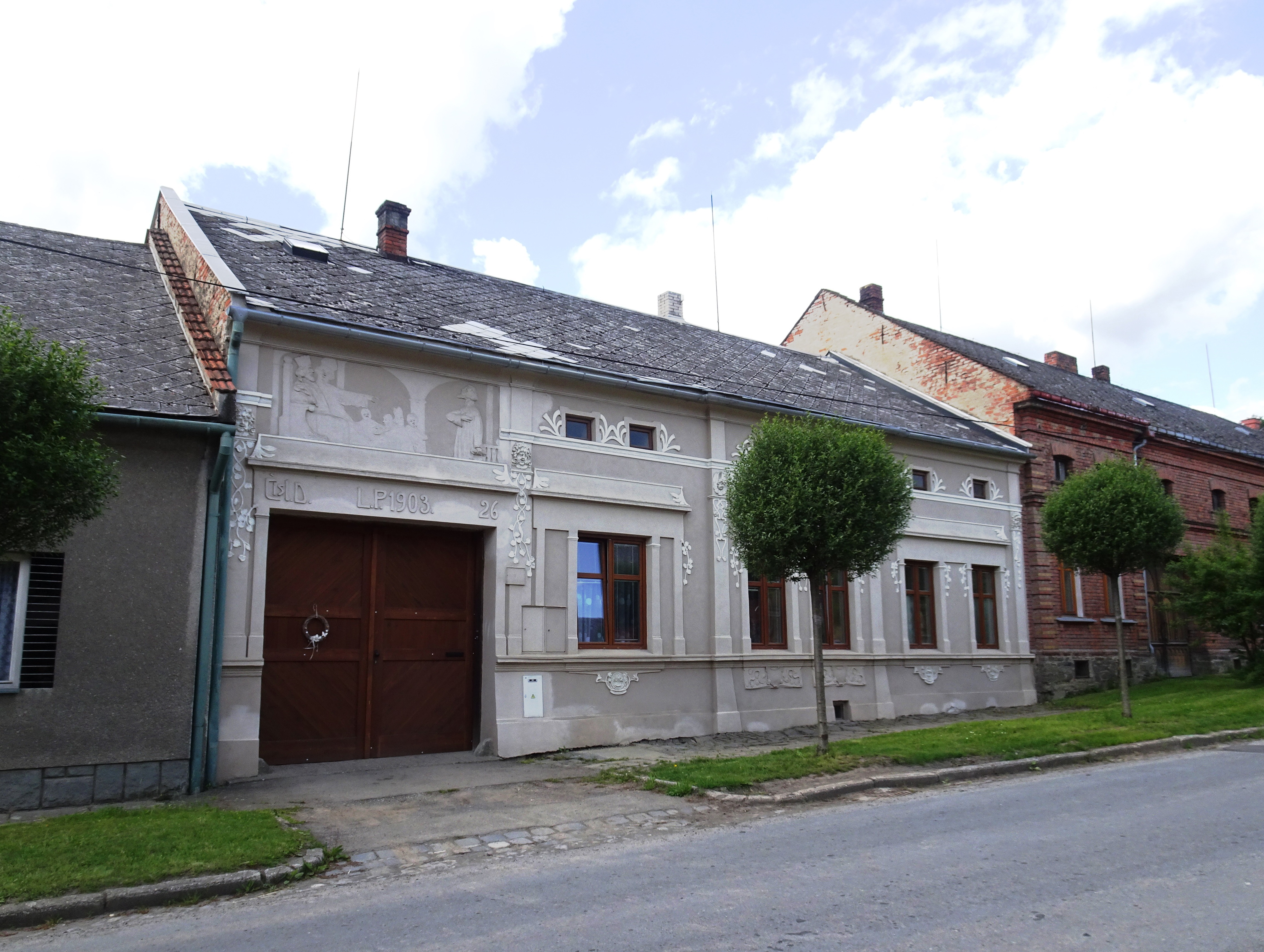
Dům č. p. 26
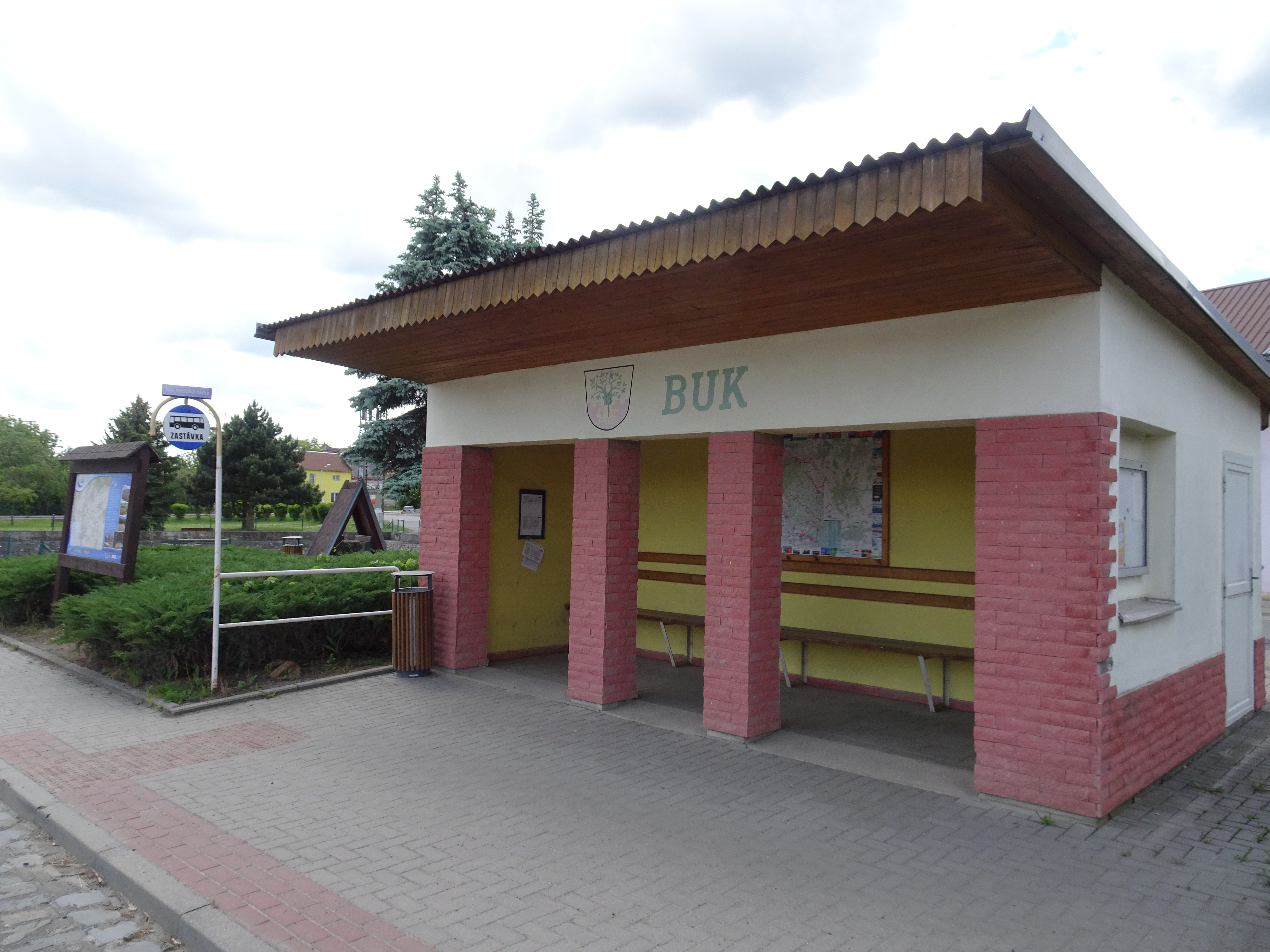
Autobusová zastávka